# Noach Nystedt
Noach Nystedt, född 6 april 1782 i Klara församling, Stockholm, var en svensk tonsättare.

## Biografi
Noach Nystedt föddes 6 april 1782 i Klara församling, Stockholm. Han var son till betjänsten Sven Nystedt och Anna Larsdotter. Nystedt var extra elev och kapellist vid operastaten.Han flyttade 1801 till Mariefred.

## Musikverk
- Marsch i D-dur för piano. Publicerad 1802 i Musikaliskt Tidsfördrif som nummer 16-19.[3]